# Les Larmes du Yangzi
Pour plus de détails, voir Fiche technique et Distribution.
Les Larmes du Yangzi, aussi connu sous le titre Le Fleuve coule vers l'Est (sinogrammes traditionnels : 一江春水向東流 ; sinogrammes simplifiés : 一江春水向东流 ; pinyin : Yī jiāng chūn shuǐ xiàng dōng liú) est un film chinois réalisé par Cai Chusheng et Zheng Junli en 1947. Il est généralement considéré comme l'un des plus grands films chinois de cette époque. Les Hong Kong Film Awards l'ont classé à la vingt-septième place de la liste des plus grands films en langue chinoise jamais réalisés. Produit par les Studios Kunlun, le film, long de plus de trois heures, se compose de deux parties : Séparés par la guerre et Ténèbres et Lumières.
Un remake pour la télévision a été réalisé en 2005 avec Hu Jun, Anita Yuen, Carina Lau, et Chen Daoming.

## Titre
Le titre est tiré d'un poème composé par le dernier souverain de la dynastie Tang du Sud, Li Houzhu (936/7 - 978). Le poème a été écrit peu de temps après la perte de son royaume au profit de la dynastie Song.

## Synopsis
Le film décrit en détail les épreuves et les tribulations d'une famille chinoise avant, pendant et après la Seconde Guerre sino-japonaise.
La première partie du film, Séparés par la guerre raconte la jeunesse et le mariage d'un jeune couple de la classe ouvrière, Sufen (Bai Yang), et Zhang Zhongliang (Tao Jin) et la tension produite lorsque le mari est obligé de fuir à Chongqing, tout en abandonnant sa famille à Shanghai pendant la guerre.
La deuxième partie du film raconte le retour de Zhang Zhongliang à Shanghai, désormais marié à Wang Lizheng (Shu Xiuwen), issue d'une riche famille bourgeoise pour laquelle Sufen est contrainte de travailler en tant que domestique.

## Fiche technique
- Titre : Les Larmes du Yangzi
- Autre titre : Le Fleuve coule vers l'Est
- Réalisation et scénario : Cai Chusheng et Zheng Junli
- Décors : Afu Lin et Fuxiang Zhu
- Musique : Zengfan Zhang
- Société de production : Studios Kunlun
- Pays d'origine : République de Chine
- Langue : mandarin
- Format : noir et blanc
- Genre : Drame
- Durée : 190 minutes
- Date de sortie : 1947

## Distribution
- Bai Yang : Sufen
- Tao Jin : Zhang Zhongliang
- Shu Xiuwen : Wang Lizheng
- Shangguan Yunzhu : He Wenyuan

## Source
- (en) Cet article est partiellement ou en totalité issu de l’article de Wikipédia en anglais intitulé « The Spring River Flows East » (voir la liste des auteurs).